# حافظ‌الدین احمد
حافظ‌الدین احمد (انگلیسی: Hafizuddin Ahmed؛ زادهٔ ۲۹ اکتبر ۱۹۴۴) سیاست‌مدار، سرگرد نیروی زمینی بنگلادش و بازیکن سابق فوتبال اهل بنگلادش است.
احمد وزیر منابع آب بنگلادش، وزیر بازرگانی بنگلادش و نماینده شش دوره پارلمان بنگلادش (جاتیا سانگساد) بوده است. وی همچنین از سال ۱۹۸۶ تا ۱۹۸۹ رئیس فدراسیون فوتبال بنگلادش بوده است.